# Vukica Mitić
Vukica Mitić, född den 7 december 1953 i Belgrad, död den 27 juni 2019 i Belgrad, var en jugoslavisk basketspelare som var med och tog OS-brons 1980 i Moskva. Detta var andra gången damerna deltog vid de olympiska baskettävlingarna, tillika Jugoslaviens första medalj på damsidan.